# فهرست مارها
فهرستی از مارها

## مارهای غیر سمی
1. مار کرمی شکل اوراسیا (Typhlops vermicularis)

1. کورمار (Eryx jaculus)

1. کورمار سلیمانی (Natrix nutrix)

1. مار آبی (Natrix tessellata)

1. مار چلییر (Coluber jugularis)

1. مار آتشی (Coluber najadum)

1. قمچه‌مار (Coluber rhodorhachis)

1. مار قیطانی (Coluber karelini)

1. مار خاردار (Coluber rarergieri)

1. مار پلنگی (Spalerosophis d.schirazianus)

1. مار شیری (Spalerosophis diadema cliffordi)

1. مار گورخری (Spalerosophis microlepis)

1. مار درفشی (Lytorhynchus ridgawayi)

1. گرگ‌مار (Coronella austriaca)

1. مار سرسیاه (Rhynchocalamus melanocephalus)

1. مار کوتوله (Eirenis meda)

1. تیرک‌مار (Eirenis panctatolineata)

1. مار کوتوله معمولی (Eirenis modesta)

1. Eirenis persicus

1. مار پیتون

## مارهای نیمه‌سمی
1. سوسن‌مار (Telescopus fallax)

1. افعی سوسن (Teles copustessellatas)

1. افعی پلنگی (Teles copus rhinopoma)

1. یله مار (Malpolon monspessulanus)

1. تیرمار (Psammophis schokari)

1. تیرمار خراسانی (Psmmophis lineolatus)

## مارهای سمی
1. مار شاخدار (pseudocerastes peersicus)
2. گرزه‌مار یا مار افعی (Vipera lebetina)
3. افعی البرزی : Vipera ursine
4. افعی زنجانی : Vipera albicornuta
5. افعی قفقازی :  Agkistrofon halys
6. مار زنگی پشت الماسی شرقی
7. مار زنگی

## مارهای دیگر
- بوآی دم‌قرمز / Red Tail Boa / Boa constrictor
- مار سبز / Green Snake / Opheodrys aestivus
- مار بند جورابی / Garter Snake / Thamnophis sirtalis
- پایتون برمه‌ای / Burmese Python / Python molurus bivittatus
- مار ذرت / Corn Snake / Elaphe guttata
- پایتون توپی / Ball Python / Python regius
- بوآی صورتی / Rosy Boa / Lichanura trivirgata
- آناکوندای سبز / Green Anaconda / Eunectes murinus
- طلحه‌مار
- مار شلاقی
- مار خاکی
- مار کوتوله
- شاه کبری
- بوآی امپراتور